# 迈克尔·托尔·波普
迈克尔·托尔·波普（英語：Michael Thor Pope，1933年—）是一位英国化学家，主要作品有《杂多和同多金属氧酸盐》（Heteropoly and Isopoly Oxometalates）。